# Key Lake
La mine de Key Lake est une ancienne mine d'uranium située en Saskatchewan (Canada) et le site de la plus grande usine de concentration de l'uranium au monde.
La mine a exploité à ciel ouvert deux gisements d'uranium (Gaertner et Deilmann) jusqu'à la fin des années 1990. 
L'usine concentre les minerais d'uranium provenant de la mine d'uranium de McArthur River. Elle possède une capacité de 8 milles tonnes d'U3O8 par an.